# Galatea (planetka)
(74) Galatea je planetka nacházející se v hlavním pásu asteroidů. Její průměr činí asi 119 km. Byla objevena 29. srpna 1862 německým astronomem E. W. Tempelem.